# Roy Oliver Disney
Roy Oliver Disney   (Chicago, 24 de juny de 1893 - Burbank, 20 de desembre de 1971) va ser el germà gran de Walt Disney i cofundador amb ell de The Walt Disney Company. Roy portava la direcció del negoci i la part financera alliberant Walt d'aquesta tasca per permetre-li centrar-se en la part creativa. Va ser CEO de la companyia des de 1929.
Va ser el pare de Roy E. Disney, el darrer membre de la família Disney a dirigir la companyia.